# 再入国許可
再入国許可（さいにゅうこくきょか）とは、日本に在留する外国人が、一時的に外国へ出国（または母国などへ帰国）し再び日本に戻る予定である際に、出入国管理を簡略化するため、日本を出国前にあらかじめ日本国政府から与えられる特別な許可である。日本では入管法第26条にて定められている。

## 概要

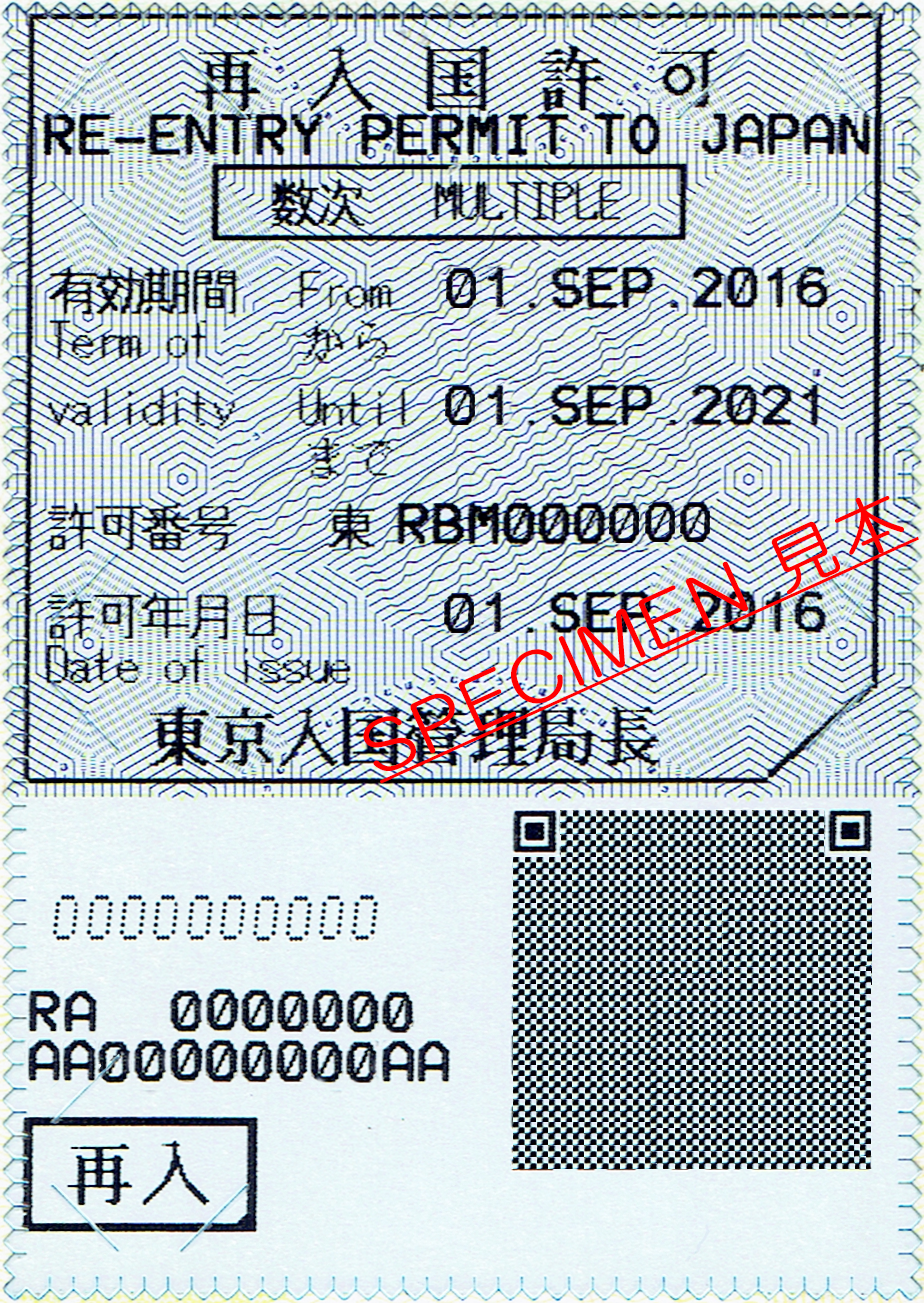
再入国許可証印（ステッカー式）

本来外国人が、一時帰国や旅行などのため日本を出国すると、もともとの在留許可の効力は消滅してしまい、再入国する際には、再び一から査証を取得し直す必要がある。査証の取得には、非常に手間と時間がかかる。その一切の手間を省き、再入国の上陸審査を簡略化するために設けられた。再入国許可を受けた外国人は、出国しても在留許可の効力が切れずに（元の在留許可の効力が続いたまま）再び入国できる。また在留資格も消滅しない。再入国許可は、日本を出国する前に受けなければならない。なお、永住者や特別永住者も、日本を出るときは再入国許可を得なければ、その資格を失う。
再入国許可が与えられるのは、日本に在留する外国人で、退去強制手続中でなく、在留資格の活動を今後も続ける見込みのある者である。
期限は、在留許可の在留期限を超えず、かつ5年を超えない範囲内で決められる。申請する際は必ず出国前に、居住地の地方入国管理局へ申請する。申請し問題がなければ即日で交付される。再入国許可証はパスポートにシールとして貼られるが、パスポートがない場合は再入国許可書が発行される。

### みなし再入国許可
2012年7月9日より、有効な旅券を所持の上、出国後1年（在留期限が残り1年以内の場合はその在留期限）以内に再入国し、日本での活動を継続する見込みのある場合は、原則として事前に再入国許可を受ける必要はなくなった。この場合、出国時に「みなし再入国許可による出国」を希望する旨を申告（英語: Indicate ones intention of departure by the Special Re-entry Permit System.）すると、再入国許可を受けて出国したものとみなされ、一年以内の再入国が認められる。なお出国時にこの申告を忘れると、単純出国扱いとなって在留許可の効力は消滅する。また、みなし再入国許可の期間は延長することができないため、1年（在留期限が残り1年以内の場合は在留期限）以内に再入国出来なければ在留資格を失う。特別永住者は2年。
ただし、日本政府は朝鮮民主主義人民共和国旅券を「有効な旅券」と認めていないため、仮に同国の旅券を持っていたとしても朝鮮籍保有者は「みなし再入国許可」制度の対象外となっている（その他の国の旅券を取得していればそもそも朝鮮籍ではないため）。

## 種類
日本では以下の2種類がある。
- 1回限りのもの（Single）
- 数次のもの（Multiple）

「数次のもの」は、有効期限内であれば何度でも再入国できる。ただし数次では、取得理由を尋ねられる場合もある。

## 類似の制度をもつ国

### 大韓民国
韓国でも日本とほぼ同じく、91日以上の長期滞在者が一時出国する場合は再入国許可を得る必要がある。ただし、現在は制度改正により、出国後1年以内（在留期間残り1年未満の場合はその在留期間内の範囲、永住（F-2）は2年以内）に再入国しようとする場合は原則として免除される。種類は日本と同じ2種類がある。

### 米国
永住権（グリーンカード）の保持者は12ヶ月以上米国を離れる際に再入国許可証が必要である。
12ヶ月以内の短期での米国へ再入国予定であっても、年間183日以上（累計）米国外に滞在する場合は米国での居住実態が無いとみなされ、入国拒否（実質の永住権失効）を受ける可能性もある。その為、現在は1年未満米国を離れる場合でも永住権の保持のために再入国許可証の取得が必要となることもある。
再入国許可の有効期限は最長2年間で、何度でも出入国が保障され、有効期限後は複数回の連続申請も申請内容により可能である。ただし、すべての再入国申請が認められるものでは無いのが問題点とされている。

## 再入国許可書
日本国法務省は、日本に在住する日本国籍を保持していない、かつ有効な旅券を所持していない者（主に朝鮮籍の者や一部の難民など）に、旅行証明書として再入国許可書を交付する。再入国許可書はパスポートサイズ、28ページから成る。
再入国許可書は、本来、日本への再入国を担保する書類であり、パスポートのように海外への渡航文書としての効力はない。しかしながら、上記の理由から、パスポートの代わりとして利用される場合もあり、ほとんどの国家では、査証取得の上、入国審査の上で再入国許可書での入国を認めている。

### 発行手数料
再入国許可書の発行手数料は、再入国許可と同じ（１回有効：3000円、数回有効：6000円）である。
ただし、みなし再入国許可の申請は認められない。